# Porticus Aemilia
Porticus Aemilia was de naam van twee bouwwerken uit de Republikeinse tijd in het Oude Rome.

## Porticus Aemilia (Pakhuis)
De Porticus Aemilia was een groot complex van pakhuizen aan de voet van de Aventijn bij de Tiber. De noodzaak van nieuwe magazijnen aan de Tiber was ontstaan na de grote groei van de Romeinse bevolking, die volgde op de vele overwinningen die de Romeinse legers behaalden. Tijdens de Tweede Punische Oorlog (218 - 201 v.Chr.) veroverde Scipio Africanus grote delen van Hispania op de Carthagers. Dit was een vruchtbare provincie waaruit grote hoeveelheden graan kon worden geïmporteerd. Om dit in Rome te kunnen opslaan werd de Tiberhaven bij het Forum Boarium uitgebreid en werden de pakhuizen van de Porticus Aemilia gebouwd. De Porticus Aemilia lag direct naast het Emporium van de stad, waar de goederen verhandeld werden.
De porticus werd in 193 v.Chr. gebouwd in opdracht van Marcus Aemilius Lepidus en Lucius Aemilius Paulus. Zij hadden in het jaar dat zij beiden de functie van aedilis bekleedden veel veehouders aangeklaagd en boetes opgelegd. Van het geld dat zij hiermee hadden verkregen lieten ze de porticus bouwen en bovendien ook nog vergulde schilden maken, die aan de Tempel van Jupiter Optimus Maximus werden gehangen.
In 174 v.Chr. werd de Porticus van Aemilia al verbouwd en uitgebreid in opdracht van de censoren Quintus Fulvius Flaccus en Aulus Postumius Albinus.
Het was het eerste gebouw dat gemaakt werd van beton. De senaat heeft nog vergaderd of ze het bouwmateriaal niet moesten verbieden, omdat het onveilig zou zijn. Het gebruikte beton was echter steviger dan moderne soorten. Het gebouw was 487 meter en lang en 60 meter breed en was daarmee het grootste bedrijfsgebouw in Rome. Restanten van de Porticus Aemilia zijn nog zichtbaar tussen de Via Rubattino en de Via Franklin.

## Porticus Aemilia (Porticus)
Dit was een monumentale zuilengang gebouwd in opdracht van dezelfde censoren Marcus Aemilius Lepidus en Lucius Aemilius Paulus op het Marsveld. Deze porticus stond volgens Livius a Porta Fontinali ad Martis aram, ofwel bij de Porta Fontinalis van de Servische stadsmuur en het altaar voor Mars. De porticus stond in de directe omgeving van het Atrium Libertatis, het kantoor van de censoren en diende mogelijk als overdekte zuilengang voor hen die van het Forum Romanum naar het Marsveld liepen.